# Peinture croate contemporaine
 (mars 2018).
Dans la peinture croate contemporaine, le terme « fin de la peinture » apparaît dans les descriptions des courants artistiques picturaux radicaux qui ont une position nihiliste envers le progrès de la création artistique. Cette position a été renforcée par la disparition de la dimension utopique de l'art qui devait permettre de transformer les relations sociales et la position de l'homme envers lui-même , dans une époque marquée par la mort des idéologies politiques et le renforcement du capitalisme mondial.
Les mouvements artistiques de ce type sont actifs tout au long du XXe siècle, culminant avec le Carré blanc sur fond blanc de Malevitch, avec les toiles noires des années cinquante de Reinhardt, avec la peinture analytique et enfin, avec la composante verbale de l'art conceptuel. L'expression « retour à la peinture » en tant que médium et en tant que tradition est une réaction aux pratiques artistiques mentionnées et apparaît dans les mouvements réalistes des années 20 et 30 du XXe siècle (Forces nouvelles en France, Valori Plastici et Novecento en Italie, Vérisme et Neue Sachlichkeit en Allemagne, précisionnisme et régionalisme en Amérique) et dans les années 80 (Neue Wilde, Trans-avant-garde, Néo-expressionnisme).
Le manque d'intérêt pour la peinture au cours des années 1990 a influencé les nouveaux modes de performance artistique (performance, land-art, art corporel, , etc.) et les moyens d’expression mis à disposition par les médias électroniques et numériques (installations, vidéo). Les éléments qui permettent à l'art actuel d’être important et pertinent sont les pratiques artistiques collectives, l'esthétique participative et l'engagement social, et « l’idéologie de la nouveauté » est presque devenue un modèle dans les échanges d'idées (post) modernes. Au début du XXIe siècle, l'industrie de la peinture prend un nouvel élan et l'art contemporain s’inspire de genres variés, de mouvements et de courants de l'histoire de l'art divers. Il y a donc fréquemment des citations et des références dans l'art visuel. La peinture contemporaine croate se caractérise par un pluralisme de genres, mêlant techniques traditionnelles et multidisciplinarité, tout en brisant les barrières conventionnelles de l’image.

## Peinture des années 1990
Dans les années 1990, il n'y avait pas de pratique artistique dans la peinture croate qui unissait les groupes d'artistes actifs. Pourtant, l'influence des nouvelles peintures des années 1970 et 1980 dominait.
En 1971, avec son texte Impossibilité de l’image, Đuro Seder donne une vision dogmatique de la peinture comme moyen d'autolimitation. Il s’éloigne progressivement des monochromes qui avaient problématisé le rapport à la peinture et nié le sens du contenu artistique narratif. Dans les années 1980, il commença à voir la possibilité de l'art non référentiel, qui en reproduisant l'expérience de l'artiste crée une nouvelle réalité autonome dans l'œuvre. Dans les années 1990, les œuvres de Seder se caractérisent par un mouvement expressif et une application de peinture épaisse, avec un accent sur la forme, tandis que la figuration et le contenu restent des éléments auxiliaires. L’artiste se tourne vers des thèmes religieux qui remettent en question la crise spirituelle d'un homme qui cherche la figure du Christ comme espoir fondateur dans la réalisation des aspirations humaines.
Vatroslav Kuliš, lui, crée des œuvres à la limite entre le réalisme et l'abstraction, en maintenant le lien avec la nature par des motifs de paysages, de mer et d'eau . Igor Zidić utilise le terme de néoromantisme pour expliquer l’art de Kuliš. Il le perçoit dans les compositions colorées de caractère utopique qui mettent l'accent sur la perfection de la nature et qui permettent d’échapper à la réalité. En utilisant divers matériaux (sable, cire, pigment, bocaux, cartons) et en combinant les techniques (peinture, photographie, installations), il cherche à éliminer la frontière entre art et réalité. Ses œuvres récentes sont dans la plupart des cas les compositions coloristes abstraites qui se distinguent par leur caractère presque lyrique, par leur spontanéité du mouvement et par leur manque de contenu narratif.
Les peintures d'Igor Rončević des années 1980 et 1990 marquent le mélange entre l'abstraction et la figuration, ce que Zvonko Maković, appelle « l’illusion de l’existence ». L'artiste décompose et fragmente les objets et les personnages, met l'accent sur la couleur et les mouvements, et offre des interprétations ambigües du contenu . L'approche transavantgarde de l'image se manifeste dans l'étude de l'artiste des diverses possibilités d'action en peinture pure qui n’excluent ni sa valeur esthétique, ni associative, ce qui était le cas pour la peinture analytique.
Le travail d'Edita Schubert dans les années 1980 se basait sur une abstraction géométrique qui était constamment interprétée dans le cadre de l'influence du mouvement Néo-Geo. Dans le série Portable des années 1990, elle crée des œuvres qu’elle appelle « collages », des toiles de formats standard, couvertes sur toute la surface de couleurs uniformes, libérées de toute forme d’expressivité et de signification supplémentaire de telle manière que sa peinture s’approche de la peinture analytique. Réduire le langage visuel à une confrontation de deux couleurs est une façon de réfléchir sur la catégorie d'image et de souligner son objectivité et sa portabilité comme le suggère le titre.  
Après l'expressionnisme et le colorisme de la première moitié des années 1980, Nina Ivančić a appliqué le mode abstrait-géométrique du Néo-Geo lors de son séjour à New York (1986-1993) et dans les années 1990, elle a réalisé une série d'images appelées Les Fantômes. Il s'agit des silhouettes de navires en acrylique noir plat et rigide sur une base de toile blanche. Les résultats sont les images-diagrammes, et après 2000, elle les multiplie et développe, et les entrelace avec les images des avions.  Elle s'inspire des brochures promotionnelles et de l'héritage popartiste de Lichtenstein et de Rosenquist, que fait sa peinture historiquement rétrospective, tout en montrant une sorte d'héritage et d'élaboration du non-expressionnisme, lors de son séjour en Amérique.
Zoltan Novak commence à peindre dans les années quatre-vingt du XXe siècle, et son travail est caractérisé par un moment psychologique-expressif visible dans les représentations de personnages impersonnels et solitaires, mentalement et moralement vides.  Le symbole représentatif de sa peinture est le motif du marcheur, tandis que dans ses œuvres récentes, le peintre donne sa propre vision introspective de l'homme urbain qui se sent seul dans la mégalopole moderne.

## Modèle transdisciplinaire de créativité
Le modèle transdisciplinaire de créativité implique le libre choix de la solution la plus appropriée pour la production, la réalisation et la présentation du concept. Beaucoup d'artistes croates créent des œuvres qui, en combinant différents médias, sortent des limites de l'image. On utilise souvent le terme artiste visuel au lieu d'un terme qui désigne un média spécifique (peintre, sculpteur, vidéaste, etc.).
Le travail de Damir Sokić va de l'analytique et primaire au transavantgarde et à la néo-géométrie en passant aux installations, objets et assemblages. Il est un protagoniste de pensées et d'actions artistiques nouvelles et innovantes, et dans son travail, il sert presque tous les médias, essayant de dépasser leurs limites avec un intérêt pour le discours d'art pur. Dans ses œuvres, il fait souvent référence aux artistes et interprètes de la modernité, en particulier à Mondrian, dans des séries néoplastiques et des installations qui s'adaptent aux nouvelles possibilités et exigences visuelles.
Boris Demur est un peintre, artiste conceptuel et du multimédia, performeur, théoricien et l'un des protagonistes les plus importants de l'art visuel contemporain. À l'Académie de Beaux-Arts de Zagreb, il s'est intéressé aux solutions conceptuelles plus radicales et à la recherche processuelle, théorique et analytique de la nature du langage de la peinture. Le caractère processuel de sa pratique artistique est défini par la découverte d'une forme en spirale qui devient un signe identitaire de son art. En répétant et variant le même motif, il introduit dans son travail une composante du temps et expression existentielle exprimée sous la forme de mouvement en spirale. Il introduit aussi des nouveaux signes (comme des croix, yin et yang, anciens symboles chinois) en enrichissant les tableaux avec des nouvelles significations. Le résultat est une combinaison de peinture active et la peinture primaire et analytique, qu'il développe avec des composants verbaux et de l'art en plein air, c'est-à-dire l'art terrestre, à l'aide de photographie et vidéo.
Željko Kipke a commencé à peindre dans l'esprit transavantgarde au début des années 1980, et depuis les années 1990, dans l'esprit du postmodernisme, il a redéfini les limites de la figuration et de l'abstraction et intégré la composante verbale dans ses œuvres. Il a travaillé sur les œuvres multimédias (combinaison de littérature, peinture et vidéo) soutenues par des travaux théoriques dans lesquels il définit sa propre notion de la Peinture de Nouveau Aeon, qui marque le processus complexe de contrecoup de significations et de symboles différents, où il relie la peinture avec le domaine de la philosophie, les mathématiques et l'informatique. La série de cinq images de 2010 dirigé comme les étapes d'un scénario pour le film sur les dictateurs amateurs de films, une bouteille de vin, une spirale de succès et des scènes de crimes réels et est dédié aux victimes des systèmes politiques comme le biochimiste britannique liquidé avec sa femme et sa fille mineure.
Duje Jurić est l'un des protagonistes de l'esthétique de la peinture néoconstructrice et néoplastique basée sur Bauhaus, De Stijl, Nouvelles Tendances et Fluxus .À la fin des années 1990, dans son travail, il a accepté le motif d'une puce informatique, c'est-à-dire des puces mémoires et il a expérimenté avec des couleurs fortes et ouvertes combinées avec un réseau dense de formes horizontales. L'artiste présente souvent une série d'images qui se poursuivent logiquement l'une après l'autre et obtient ainsi de longues frises horizontales jusqu'à 15 mètres de long. La composante verbale de ses œuvres apparut au milieu des années 80 sur certaines œuvres, mais aboutit à une série de Tableaux-Livres (2000), composés d'images horizontales et verticales sur lesquelles sont écrits des mots sans signification syntaxique, interrelation incompréhensible et en plusieurs langues. 
Au début du nouveau millénaire il a commencé à expérimenter avec la réfraction de la lumière et il a créé un environnement lumineux dans lequel il introduit un nouvel élément de conception plastique visuelle.
Tomislav Buntak est apparu sur la scène artistique à la fin des années 90 du XXe siècle et il est un représentant de la peinture des thèmes sacrés. Il introduit des messages chrétiens et humanistes dans ses œuvres et problématise le besoin d'une nouvelle spiritualité. Les dessins de lignes fluides dessinés au crayon d'argent ou d'or représentent un monde idyllique et intemporel avec des éléments d'allégorie et d’arcadie qui contrastent fortement avec la réalité de notre temps.
La créativité de Matko Vekić comprend un large éventail de techniques traditionnelles, enracinées dans un savoir-faire habile, ainsi qu'un dialogue constructif avec d'autres formes de médias. Il incorpore un moteur dans son travail, ce qui va changer les images dans la façon d'un panneau d'affichage rotatif. Le travail Moutons qui n'ont pas été perdus montre les agneaux qui tournent sur un bâton comme le panneau d'affichage. Il représente un mélange ironique d'un monde de haute technologie avec le monde, qui dans sa rusticité originale (l'agneau sur le barbecue) est transformé en un produit qui se présente comme fast-food.

## Réalisme dans l'art contemporain croate
Lovro Artuković est un représentant de la peinture réaliste en Croatie. Son art est basé sur une approche traditionnelle, à la recherche de modèles dans la nature, il dessine en observant et fait une composition à l'aide des dessins.Dans la seconde moitié des années 90, il a changé son style afin de représenter le cours du temps à l'aide du médium statique et de faire une série de doubles portraits et de scènes de nature sans caractères avec un changement visible vers la peinture pure.Dans la série des tableaux Artistes dans la nature, Artuković a créé des peintures allégoriques de l'art: Jasper Johns, Anselme Kiefer, Joseph Beuys, Ivan Kožarić, Igor Rončević et Željko Kipke. Les œuvres sont présentées dans une forme similaire de compositions monochromes avec des silhouettes de caractères et des couleurs accentuées et / ou des représentations réalistes. Avec ces représentations, Artuković aborde les conditions de la peinture dans les circonstances de « fin de l’art » et exprime la méfiance dans les systèmes représentationnels de l'art plus récent. Dans la série  Images vues par quelqu'un d'autre, Artuković continue d'élaborer la synchronisation du réel et imaginaire, contemporain et historique dans le contexte de l'image.
L'ambiance dans laquelle les personnages sont placés ressemble à une mise en scène, soulignant ainsi le contraste entre la fiction et la réalité dans l'œuvre qui devient le thème principal de ce cycle.
Le cycle Scènes fausses consiste en des vues empilées dans des espaces de sous-sol où l'artiste joue avec des notions ambiguës de sens visuel et sémantique de l'image. Dans le travail plus récent, il se tourne vers les scènes véristiques qu'il met en scène dans son atelier ou dans un espace loué.
Sous l'influence des tendances réalistes actuelles de l'Académie des Beaux-Arts de Zagreb et de la création de Lovro Artuković, une nouvelle génération de jeunes artistes se forme et travaille dans l'esprit de nouveaux réalismes. De nombreux artistes créent les scènes de motifs réels, qui sont en même temps le reflet de la perspicacité et de l'attitude de l'artiste envers le monde.
Stipan Tadić construit des images d'une série de mouvements dans les champs quadratiques qui se fondent dans un ensemble cohérent, dans lequel il montre qu'il est possible de rester fidèle à l’image et de montrer l'ampleur des aspects formels de la peinture. Il se réfère aux maîtres anciens en recréant leur mode de peinture, par exemple en peignant des œuvres d'art traditionnelles dans la technique de la tempera à l'œuf et de l'huile ou en interpolant les motifs d'œuvres représentatives de l'histoire de l'art en contenu contemporain.
La peinture de Zlatan Vehabović est constituée des présentations figuratives de la vie personnelle ou des sujets choisis dans des médias populaires tels que les styles de films, de livres, de journaux, de magazines ou de cartes postales. Les objets et les personnages, situés dans des espaces vides ou des paysages indéfinis, ne véhiculent pas de scènes de réalité, mais reflètent l'expérience personnelle ou l'imagination de l'artiste.